# Oropouche (Sangre Grande)
Oropouche es una localidad de Trinidad y Tobago, que forma parte de la región de Sangre Grande.

## Geografía
La localidad abarca parte de la isla Trinidad y limita al norte con Melajo y Matura, al sur con Sangre Grande y Fishing Pond, al este con Matura y Fishing Pond y al oeste con Valencia y Sangre Grande.

## Demografía
Datos demográficos de la localidad de Oropouche:
| Gráfica de evolución demográfica de Oropouche entre 2000 y 2011 |
|                                                                 |